# Mainschleife (Volkach)
Die Volkacher Mainschleife (frühere Bezeichnung: Mainschleife) ist die größte Flussmäanderlandschaft in Bayern. Sie ist Teil des Maindreiecks. Die Mainschleife bildet eine eigene naturräumliche Einheit und wurde zum Landschaftsschutzgebiet und Geotop erklärt. Sie liegt im Regierungsbezirk Unterfranken zwischen Kitzingen und Schweinfurt nahe der namensgebenden Stadt Volkach und bildet das Herzstück des Weinanbaugebietes Franken, wo auch ein eigener Bereich nach ihr benannt wurde. 

## Geografische Lage und Geologie

### Geografische Lage
Die Volkacher Mainschleife befindet sich im Osten des Naturraums Mainfränkischen Platten, wobei sie eine eigene Untereinheit innerhalb der Haupteinheit Mittleres Maintal bildet. Sie ist umgeben von der sogenannten Gäufläche bei Kitzingen im Westen und dem Steigerwald im Osten. In einiger Entfernung schließen sich im Süden die Frankenberge an. Der Main fließt von Norden her in das Maindreieck ein, das durch die Orte Schweinfurt (Beginn südlicher Schenkel), Marktbreit (Scheitel) und Gemünden am Main (Ende nördlicher Schenkel) gebildet wird.
Das Landschaftsschutzgebiet Volkacher Mainschleife erstreckt sich über die Gemarkungen von Wipfeld, Ober- und Untereisenheim im Landkreis Würzburg, Lindach und Stammheim im Landkreis Schweinfurt, sowie Astheim, Gaibach, Fahr, Escherndorf, Köhler, Volkach, Nordheim am Main, Sommerach, Neuses am Berg, Gerlachshausen und Schwarzenau im Landkreis Kitzingen. 
Damit umfasst es Gebiete der Gemeinden Wipfeld, Eisenheim, Kolitzheim, Volkach, Nordheim am Main, Sommerach, Dettelbach und Schwarzach am Main. Eine eigenständige naturräumliche Einheit bildet die Mainschleife lediglich entlang des Flusses von Sommerach bis Fahr, Obereisenheim wird bereits dem Obereisenheim-Wipfelder Maintal zugeordnet.

### Erdgeschichte und Geologie
Das Gebiet, das heute von der Mainschleife eingenommen wird, war im Erdmittelalter, vor etwa 250 Millionen Jahren, vollständig von Meer bedeckt. Mit Beginn der Erdneuzeit, im Tertiär vor ungefähr 65 Millionen Jahren, hatte sich das Wasser bis zum Alpenvorland zurückgezogen. Die Mainschleife war freigelegt und von weichem Sedimentgestein bedeckt. Dies führte zu einer starken Abtragung der Gesteinsmassen und der Entstehung von Rumpfflächen.
Vor etwa 5 bis 7 Millionen Jahren bildeten sich aus diesen ausgedehnten Rumpfflächen breite, aber nicht sehr tiefe Täler. Im Mittelpliozän vor ungefähr 3 Millionen Jahren kam es zu langanhaltenden Hebungen der Flächen. Die bereits zuvor entstandenen Täler wurden tiefer und festigten so die Bildung der heutigen Haupttalsysteme am Main. Während des Pleistozäns, vor circa 2,6 Millionen Jahren, wurde der Obermain, der bis dahin in die Donau geflossen war, an das Mainsystem angeschlossen. Die Mainschleife in ihrer heutigen Form war entstanden.
Das Pleistozän und die Eintiefung der bereits vorhandenen Täler ist besonders bedeutsam für die geologische Zusammensetzung der Mainschleife. Ein sogenanntes Kastental im Oberen Muschelkalk entstand, während auf den höher gelegenen Rumpfflächen weiterhin Lettenkeupergestein erhalten blieb. Gleichzeitig bildeten sich durch die Einschneidung Hänge heraus, Gleithänge an den von der Erosion nicht betroffenen Innenseiten von Flussschlingen und Prallhänge an den erodierenden Außenseiten.

## Naturschutz
Die gesamte Mainschleife wurde am 31. Januar 1969 als Landschaftsschutzgebiet erklärt. Das Schutzgebiet umfasst Gemarkungen auf den Gebieten der Gemeinden Wipfeld im Landkreis Schweinfurt, Volkach und Schwarzach am Main im Landkreis Kitzingen. Die Mainschleife ist im Netzwerk Natura 2000 eingetragen und Element des Maintals zwischen Schweinfurt und Dettelbach. Außerdem ist das gesamte Areal als Vogelschutzgebiet und Fauna-Flora-Habitat ausgewiesen. 
Vom Bayerischen Landesamt für Umwelt wird die Mainschleife als Geotop Nummer 675R004 geführt. Es umfasst eine Länge von 5 Kilometern, eine Breite von 1 Kilometer und eine Höhe von 80 Metern. Allgemeingeologisch gilt die Mainschleife in der Begründung des Landesamtes als bedeutend, ihr geowissenschaftlicher Wert wird mit wertvoll, der zweithöchsten Kategorie, beschrieben. Den Mittelpunkt des Geotops bildet der Vogelsberg.
Besonderen Schutz genießen die acht Naturschutzgebiete an der Mainschleife. An drei Stellen auf dem Gebiet der Gemeinde Volkach stehen die noch erhaltenen Sandgrasheiden mit ihren schützenswerten Pflanzen- und Tierarten unter Schutz. Weitere drei Gebiete haben das charakteristische Mainufer als Schutzgegenstand. Besonderheiten bilden die Schutzgebiete Mainhang an der Vogelsburg und Wald an der Hallburg, beide mit typischen Hangwäldern am Main. 

### Liste der Schutzgebiete
| Name                                                     | Einrichtungsjahr | Fläche in Hektar | Schutzgegenstand                                                                          | Bild                                                     |
| -------------------------------------------------------- | ---------------- | ---------------- | ----------------------------------------------------------------------------------------- | -------------------------------------------------------- |
| Alter Main bei Volkach                                   | 1989             | 63,086           | Ursprüngliche Erhaltung des Mains als Fließgewässer                                       | Alter Main bei Volkach                                   |
| Astheimer Dürringswasen                                  | 1977             | 11,308           | Reliktstandort der Sandgrasheide mit seltenen Moosen, Blütenpflanzen, Pilzen und Flechten | Astheimer Dürringswasen                                  |
| Mainaue zwischen Sommerach und Köhler                    | 1995             | 93,194           | Erhaltung des Standortmosaiks Aue                                                         | Mainaue zwischen Sommerach und Köhler                    |
| Mainhang an der Vogelsburg                               | 1993             | 53,067           | Schutz des nördlichen Prallhangs mit Hangwald, Halbtrockenrasen und Verbuschungsflächen   | Mainhang an der Vogelsburg                               |
| Rechtes Mainufer bei Sommerach                           | 1990             | 19,499           | Schutz der Auwälder um den Main                                                           | Rechtes Mainufer bei Sommerach                           |
| Sandfluren bei Volkach, Schwarzach am Main und Sommerach | 1989             | 104,8            | Erhalt der Sandgrasheide und Sandmagerrasen                                               | Sandfluren bei Volkach, Schwarzach am Main und Sommerach |
| Sandgrasheiden am Elgersheimer Hof                       | 1999             | 3,464            | Reliktstandort der Sandgrasheide mit seltenen Moosen, Blütenpflanzen, Pilzen und Flechten | Sandgrasheiden am Elgersheimer Hof                       |
| Wald an der Hallburg                                     | 1991             | 9,431            | Erhalt der für das mittlere Maintal typischen Art des Hangwaldes                          | Wald an der Hallburg                                     |

## Weinbau
Die Mainschleife bildet das Herzstück des Weinbaus im fränkischen Anbaugebiet. Diese Stellung wurde mit der Einführung des Bereichs Volkacher Mainschleife im Jahr 2017 unterstrichen, durch den man die alte Einteilung in den Bereich Maindreieck ersetzte. Der neue Bereich zieht sich am östlichen Maindreieck entlang des Flusses bis nach Schweinfurt im Norden sowie Mainstockheim im Süden und umfasst damit weit mehr Gebiete als die eigentliche Mainschleife. Er ist der größte aller Bereiche des Anbaugebietes Franken.
Die Mainschleife war bereits seit dem Frühmittelalter eines der Zentren für den Anbau von Weinreben. Insbesondere die Lagen um Escherndorf, Nordheim und Sommerach mit ihrem speziellen Kleinklima bzw. den Steillagen waren bereits im Mittelalter begehrte Weinorte, deren Dorfherren den Anbau nach Kräften förderten. Entsprechend höher besteuert wurden die Dörfer als ihre Nachbarn und litten deshalb auch mehr unter Ernteausfällen.

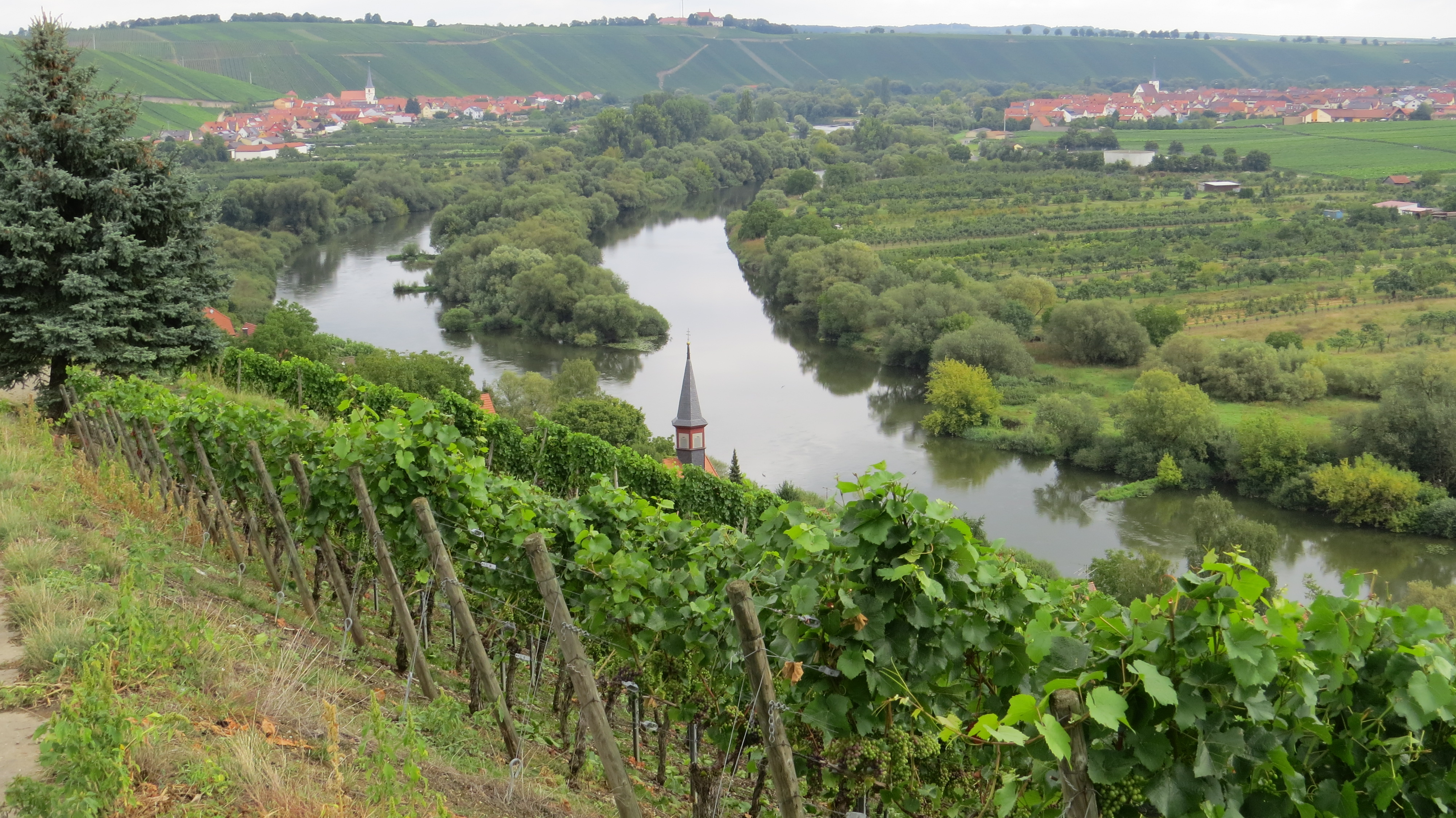
Weinbaulandschaft zwischen Köhler, Escherndorf und Nordheim, im Hintergrund die Vogelsburg

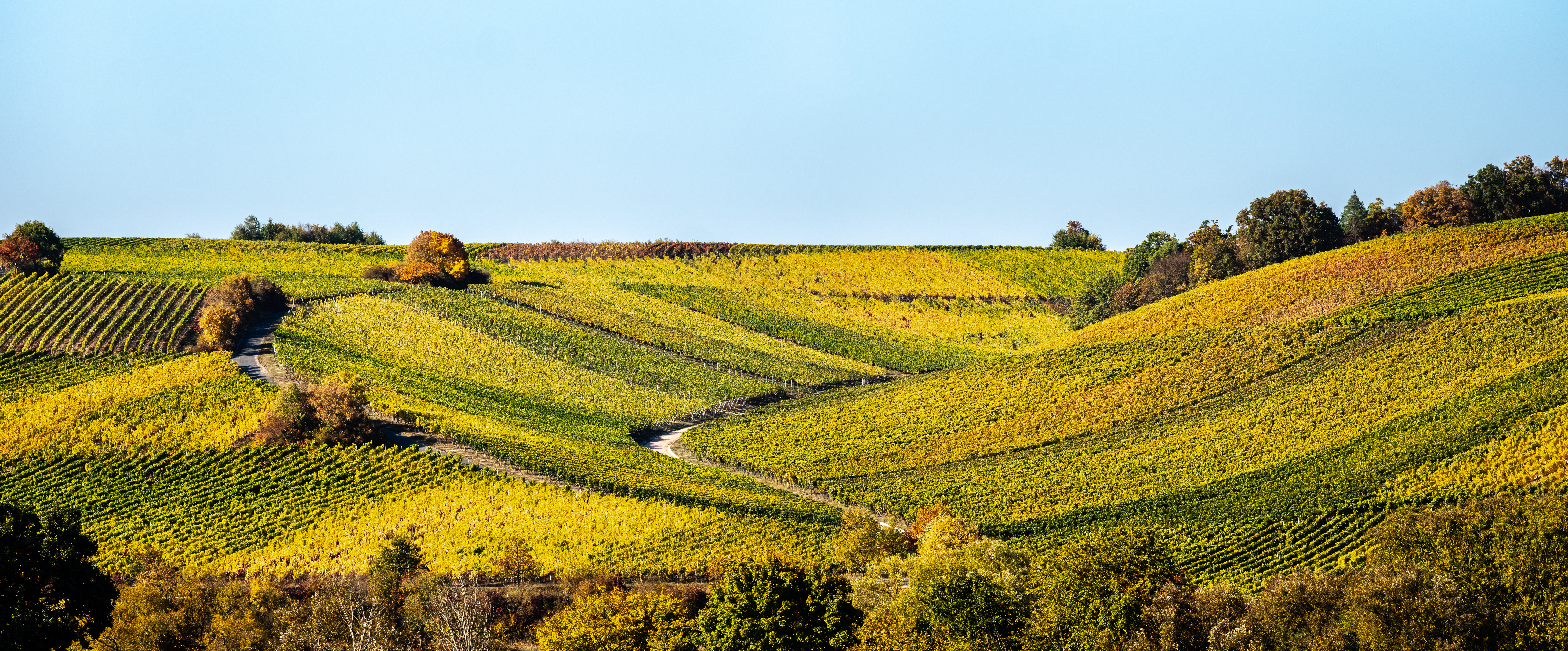
Weinberge am Main zwischen Volkach und Fahr

Mit der Auflösung der geistlichen Dorfherrschaften durch die Säkularisation zu Beginn des 19. Jahrhunderts begann ein umfassender Niedergang des Weinbaus. Das jahrhundertealte Wissen der Obrigkeit über den Anbau des Weines ging verloren. Zusätzlich begannen ab der Mitte des Jahrhunderts importierte Schädlinge wie die Reblaus große Teile der Ernte zu vernichten. Mit dem Aufbringen von Dünger und der Gründung von Genossenschaften zur Bündelung des Fachwissens und der Finanzen konnte der Niedergang bis in die zweite Hälfte des 20. Jahrhunderts gestoppt werden.
Für das Landschaftsbild an der Mainschleife ist allerdings die Flurbereinigung ebenso bedeutsam. Bereits vor dem Ersten Weltkrieg begannen weinbautreibende Gemeinden die durch die Realteilung viel zu kleinen Rebflächen zusammenzulegen. Dadurch verschwanden die prägenden Weinbergshäuschen und die Hecken zwischen den einzelnen Rebflächen und machten einer Monokultur von Reben Platz. Die Flurbereinigung erlebte in den 1970er Jahren einen Höhepunkt, als auch die kleinen Einzellagen der Gemeinden zu Einheitslagen zusammengefasst wurden, um die Vermarktbarkeit der Weine zu erhöhen. Diese Vereinheitlichung führte zu einer neuen Blüte des Weinbaus.
Heute wird die Volkacher Mainschleife nicht nur landschaftlich vom Wein geprägt. In den Orten, die seit Jahrhunderten Weinbau betreiben, hat sich eine Weinkultur entwickelt, die ihren sinnfälligsten Ausdruck in der Ausrichtung sogenannter Wein- bzw. Winzerfeste findet. Volkach als Zentrum des fränkischen Weinbaus richtet seit 1949 das Fränkische Weinfest aus, das sich zum größten Weinfest des Anbaugebietes entwickelte. Sogar in Schweinfurt mit einer Rebfläche von nur 3,54 ha (2017) existiert ein Weinfest.
Der Bereich Volkacher Mainschleife wird heute in drei Großlagen untergliedert. Zusätzlich existieren mehrere, kleinere Lagen, die später entstanden und deshalb großlagenfrei sind. Als kleinste Großlage gilt der Sommeracher Engelsberg, dessen Lagen sich weitgehend auf das Gemeindegebiet Sommerachs beschränken. Der Dettelbacher Honigberg umfasst Lagen in den Gemeinden Dettelbach und Mainstockheim. Größte Großlage ist allerdings mit weitem Abstand der Volkacher Kirchberg. Er versammelt auch die bekanntesten und größten Einzellagen Frankens wie das Nordheimer Vögelein mit 230 ha (2018).
| Großlage      | Gemarkung(en) (Gemeinde) | Geologie                                              | Geokoordinate (Zentrum der Großlage) | Anmerkungen |
| ------------- | --- | ----------------------------------------------------- | ------------------------------------ | --- |
| Engelsberg    | Gerlachshausen (Schwarzach am Main), Hallburg (Volkach), Sommerach | Oberer Muschelkalk, Lettenkeuper, Flugsand, Flusssand | 49° 50′ 6″ N, 10° 12′ 59″ O          | Einzelne Weinlagen: Engelsberg, Katzenkopf, Rosenberg                                                                       |
| Honigberg     | Bibergau (Dettelbach), Brück (Dettelbach), Dettelbach, Mainstockheim, Schnepfenbach (Dettelbach) | Oberer Muschelkalk, Lettenkeuper                      | 49° 47′ 23″ N, 10° 8′ 55″ O          | Einzelne Weinlagen: Berg-Rondell, Honigberg, Sonnenleite                                                                    |
| Kirchberg     | Astheim (Volkach), Escherndorf (Volkach), Fahr (Volkach), Frankenwinheim, Gaibach (Volkach), Hallburg (Volkach), Hergolshausen (Waigolshausen), Köhler (Volkach), Krautheim (Volkach), Lindach (Kolitzheim), Neuses am Berg (Dettelbach), Neusetz (Dettelbach), Nordheim am Main, Obereisenheim (Eisenheim), Obervolkach (Volkach), Rimbach (Volkach), Schwanfeld, Schwarzenau (Schwarzach am Main), Sommerach, Stammheim (Kolitzheim), Theilheim (Waigolshausen), Untereisenheim (Eisenheim), Volkach (Volkach), Wipfeld, Zeilitzheim (Kolitzheim) | Oberer Muschelkalk, Lettenkeuper, Flugsand, Flusssand | 49° 52′ 28″ N, 10° 12′ 53″ O         | Einzelne Weinlagen (Auswahl): Glatzen, Lump, Ratsherr, Vögelein                                                             |
| großlagenfrei | Bergtheim, Gaibach (Volkach), Hallburg (Volkach), Mainberg (Schonungen), Schweinfurt, Vogelsburg (Volkach) | Oberer Muschelkalk, Lettenkeuper                      | verschiedene                         | Einzelne Weinlagen: Harfenspiel, Mainleite, Peterstirn, Pforte, Schlossberg (Mainberg), Schlossberg (Hallburg), Schlosspark |

## Geschichte
Die Volkacher Mainschleife wird vom Weinbau an den steilen Hängen des Flusses geprägt. Diese jahrtausendalte Nutzung durch den Menschen hat die Gestalt der Landschaft verändert. Um das Jahr 900 tauchte die Weinrebe vermutlich das erste Mal an der Mainschleife auf. Zunächst beschränkte man sich auf den Anbau auf ebenen Flächen, da die Hänge zu steil für die damaligen landwirtschaftlichen Methoden waren. Erst im Laufe des Mittelalters wurden auch sie erschlossen. → siehe auch: Geschichte des Weinbaus in Franken
Bereits zuvor war der strategische Wert der Mainhänge erkannt worden: Der Vogelsberg war bereits um 1500 vor Christus befestigt worden und bildete das Zentrum des Umlandes und der Mainschleife. Im 8. nachchristlichen Jahrhundert kam es allerdings zu einer Verlagerung der Handelsstraßen, so dass die Mainschleife in eine Abseitsposition geriet. Fortan war Volkach, befestigter Handelsort vor der charakteristischen Mainschleife, Mittelpunkt der Gegend.
Im 19. Jahrhundert erkannte man den touristischen Wert der Landschaft. Mehr und mehr Wanderer, insbesondere aus dem nahen Würzburg, zog es an die Mainschleife. Mit der Eröffnung der sogenannten Mainschleifenbahn im Jahr 1909 wuchs der Strom der Ausflügler weiter. Wegen der engen Flusskrümmungen wurde zwischen Volkach und Gerlachshausen in den Jahren 1950 bis 1957 der Mainkanal errichtet. Große Teile der Mainschleife waren fortan von der Berufsschifffahrt abgeschnitten und setzten dadurch verstärkt auf den Tourismus. Heute weisen Unterrichtungstafeln an der Bundesautobahn 7 auf die Mainschleife hin.

## Namensverwendung

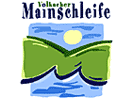
Das Logo des Gewerbeverbands Volkach

Der Name Volkacher Mainschleife oder nur Mainschleife wird heute in vielfältiger Weise verwendet. Das Fremdenverkehrsamt nutzt den Begriff, um die um Volkach liegenden Gemeinden zusammenzufassen. So werden zu den Mainschleifengemeinden neben der Stadt Volkach, ihren Ortsteilen und der Verwaltungsgemeinschaft mit Nordheim am Main und Sommerach auch Eisenheim im Landkreis Würzburg, Kolitzheim im Landkreis Schweinfurt und Schwarzach am Main gezählt. Die Mainschleifenorte haben sich, zusammen mit Wipfeld und Schwanfeld im Jahr 2022 zur ILE-Region Mainschleife Plus zusammengeschlossen. Die Mehrzweckhalle der Stadt Volkach erhielt den Namen Mainschleifenhalle.
Auch die Privatwirtschaft nutzt den Begriff Mainschleife häufig. Das sogenannte Mainschleifen-Shuttle fährt Touristen zu den Sehenswürdigkeiten der Region, der Mainschleifenkurier ist das Werbemedium für Volkach und die Mainschleifenbahn schließt die Stadt an die Fernverkehrsstraßen der Umgebung an. Ferner bewirbt die im Volkacher Ortsteil Krautheim ansässige Privatbrauerei Friedrich Düll ihre Biere mit dem Herkunftssiegel Mainschleife. Der Gewerbeverband Volkach nutzt eine stilisierte Mainschleife als Logo. Die Raiffeisenbank Mainschleife-Steigerwald greift ebenfalls den Namen auf.
Die Mainschleife bildet den Mittelpunkt des Weinanbaugebietes Franken, sodass auch der abgewandelte Begriff „Weinschleife“ in der Werbung Verwendung findet. Die Rebflächen wurden in der Großlage Volkacher Kirchberg zusammengefasst. In Sommerach wurde die sogenannte Mainschleifenallee, ein Obstbaumwanderweg, nach der Flussschleife benannt.